# Double Collection Or Julie Pietri
Albums de Julie Pietri
Collection Or Julie Pietri
(1992) Féminin singulière
(1995)
Double Collection Or est un album compilation de Julie Pietri comprenant 2 CD, sorti en 1992 chez Sony Music Entertainment.

Cette compilation comprend un titre totalement inédit datant de 1980, La petite rumeur, et, pour la première fois sur un album, le titre Jalousie, face B du premier succès de Julie Pietri, Magdalena (1979). Sur cette compilation, cette dernière chanson ainsi que les deux tubes de 1982, Je veux croire et Et c'est comme si sont des versions qui avaient été enregistrées lors de la préparation des concerts à l'Oympia, en décembre 1987.

## Titres du disque 1
1. Ève lève-toi
Julie Pietri - Jean-Michel Bériat / Vincent-Marie Bouvot
2. Le premier jour
Sogann - Julie Pietri / Vincent-Marie Bouvot
3. Seigneurs de l'enfance
Julie Pietri - Jean-Michel Bériat / Guy Criaki
4. Magdalena [1]
Jean-Marie Moreau / Juan Carlos Calderón
5. Enfant d'exil
Sogann / Vincent-Marie Bouvot
6. Jalousie
Zacar - D. Cozette
7. Norma Jean
Jean-Michel Bériat - Julie Pietri - M. Sullivan / Vincent-Marie Bouvot
8. Femme de lumière
Sogann - F. Brun / P. Sandra
9. Priez pour elle 
Sogann - Jean-Michel Bériat / Serge Guirao - J. Mora
10. Star de nuit
Sogann - Christophe Jenac / Vincent-Marie Bouvot
11. La petite rumeur (inédit)
Jean-Marie Moreau / R. Bennaim
12. Love is all
Julie Pietri - Christophe Jenac / Vincent-Marie Bouvot
13. Nuit sans issue [2]
Julie Pietri - S. Troff / Vincent-Marie Bouvot
14. Trop d'années à vivre [3]
J. Cougaret / Jimmy Cliff

## Titres du disque 2
1. Nouvelle vie
Jean-Michel Bériat / Vincent-Marie Bouvot
2. Salammbô
Julie Pietri - Sogann / Serge Guirao - J. Mora
3. Mô
Julie Pietri / Frederick Rousseau
4. Je veux croire [4]
Claude Carrère - J. Schmitt / Duiser - Elias - Soler
5. Feeling en noir
Julie Pietri - Jean-Michel Bériat / J.J. Daran
6. Et c'est comme si [5]
Julie Pietri / Ray Davies
7. Joh-Daï
Julie Pietri - Jean-Michel Bériat / J.J. Daran
8. J'me maquille blues
Jean-Marie Moreau / A. Pewzner - L. Phillips
9. Pour mon bien, pour ton mal
Julie Pietri - Jean-Michel Bériat / F. Wallich - D. Julia
10. J'ai envie d'être à vous [6]
Jean-Marie Moreau / A. Hawkshaw
11. Rome infidèle
Julie Pietri - Jean-Michel Bériat / N. Jorel - O. Jorel
12. Immortelle
P. Amar / Vincent-Marie Bouvot
13. Étrangère
Julie Pietri - F. Brun / I. Stopnicki
14. Les sorcières et les madones
Julie Pietri - Jean-Michel Bériat / Guy Criaki